# Vasúti Guinness könyv
A Vasúti Guinness könyv egy vasúti rekordokkal foglalkozó könyv.
Magyarul 2000-ben jelent meg, szerzői Richard Balkwill és John Marshall.

## Tartalomjegyzék
- Előszó a magyar kiadáshoz
- Bevezetés
- A kezdetek
- A pionírok
- A vasúti pálya
- A vasút szervezete
- A világ vasútjai
- Hidak és völgyhidak
- Alagutak
- Vontatójárművek - gőzmozdonyok
- Villamos vontatás
- Dízel vontatás
- Személyforgalom
- Sebesség
- Városi vasúti közlekedés
- Teherforgalom
- Biztosító berendezések
- Balesetek
- A vasút és a művészetek
- Név- és tárgymutató